# Acid mevalonic
Acidul mevalonic este un acid carboxilic cu implicații extrem de importante în biochimie. Anionul corespunzător, mevalonatul, care este forma predominantă în sistemele biologice, are o importanță ridicată în domeniul farmaceutic. Medicamentele din clasa statinelor (utilizate în tratamentul hipercolesterolemiei) opresc biosinteza mevalonatului prin inhibarea unei enzime cheie a procesului de sinteză a colesterolului, HMG-CoA reductaza.